# 雅波阿唐
10°20′49″S 36°48′03″W / 10.34694°S 36.80083°W

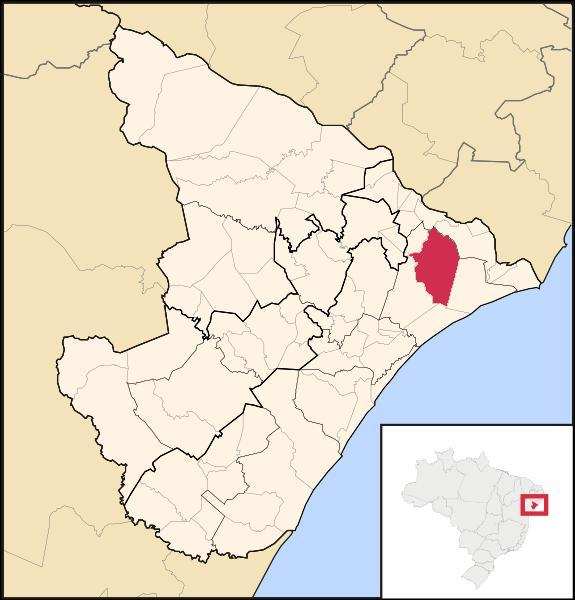

雅波阿唐（葡萄牙語：Japoatã），是巴西的城鎮，位於該國東北部，由塞爾希培州負責管轄，始建於1926年，面積420平方公里，海拔高度91米，2010年人口12,947，人口密度每平方公里30.79人。